# Left Side Army
Left Side Army is de 68ste aflevering van VTM's politieserie Zone Stad. De aflevering wordt in Vlaanderen voor het eerst uitgezonden op 14 maart 2011.

## Verhaal
Een wapenhandelaar wordt tijdens een overval neergeschoten. Op de plaats van de moord wordt de sleutelbos van Michael Dillis, een ex-crimineel, aangetroffen. Hij blijkt nu actief lid te zijn van een louche boksclub.
Intussen raakt inspecteur Fien Bosvoorde in de ban van Maarten De Ryck, een vermeende seriemoordenaar die in de cel wacht op zijn proces.

## Gastrollen
- Koen De Graeve - Maarten De Ryck
- Lut Tomsin - Jeanine Segers
- Christophe Haddad - Maxim Verbist
- Guido De Craene - Mark Lathouwers
- Michel Bauwens - Wapenhandelaar
- Stany Crets - Michael Dillis
- Bert Haelvoet - Wesley Dillis
- Bart Cannaerts - Regi Vandeperre
- R. Kan Albay - Pedro Taeymans
- Dirk Meynendonckx - Bankdirecteur
- Anik Vandercruysse - Vriendin bankdirecteur
- Gaston Rombaut - Buurtbewoner